# Ephestiopsis oenobarella
Ephestiopsis oenobarella là một loài bướm đêm thuộc họ Pyralidae. Nó được tìm thấy ở Úc.